# 弗雷德里克·贝里斯特伦
弗雷德里克·贝里斯特伦（瑞典語：Fredrik Bergström，1990年7月9日—），瑞典男子帆船运动员。他曾代表瑞典参加2016年和2020年夏季奥林匹克运动会帆船比赛，其中2020年奥运会获得一枚银牌。